# Georg Schmezer
Georg Schmezer, född 21 mars 1642 i Augsburg, död där juli 1697, var en tysk kompositör, kapellmästare och organist. 
Georg Schmezer utbildades i kantoriet St. Anna i Augsburg och gjorde vidsträckta studieresor. Han anställdes 1664–1666 som kapellmästare vid  greve Magnus Gabriel De la Gardies  hovkapell. Han torde ha gjort den nyligen utnämnde kunglige hovkapellmästaren Gustav Dübens bekantskap eftersom denne kopierat tio av Schmezers verk. Schmezer återvände till Augsburg 1667 för att 1677 bli kantor vid St. Anna. Schmezer utgav musikpedagogiska verk och komponerade kyrkomusik.